# Olimpiiska (métro de Kiev)
Olimpiiska (ukrainien : Олімпійська) est une station de la ligne Obolonsko-Teremkivska (M2) du métro de Kiev. Elle est située en limite des raïon de Petchersk et d'Holossiïv de la ville de Kiev en Ukraine. Elle dessert le Stade olympique de Kiev.
Mise en service en 1981, elle est desservie par les rames de la ligne M2. Le service est arrêté ou perturbé depuis l'invasion de l'Ukraine par la Russie en 2022.

## Situation sur le réseau
Établie en souterrain, la station Olimpiiska, est une station, de passage, de la Ligne Obolonsko-Teremkivska (M2) du métro de Kiev. Elle est située, entre la station Ploshcha Lva Tolstoho, en direction du terminus nord Heroïv Dnipra, et la station Palats « Oukraïna », en direction du terminus sud, Teremky.
Elle dispose d'un quai central encadré par les deux voies de la ligne.

## Histoire
La station Olimpiiska, alors dénommée Respoublikanskyï stadion, est mise en service le 19 décembre 1981, lors de l'ouverture à l'exploitation de la section de Maïdan Nezajelnosti à Olimpiiska. Elle est réalisée par les architectes T. Tselikovskaïa et A. Krouchinski.
Elle devient une station de passage le 30 décembre 1984, lors de l'ouverture du prolongement suivant d'Olimpiiska à Lybidska.

## Services aux voyageurs

### Accès et accueil
Elle dispose d'accès, avec des escaliers mécaniques, au croisement entre la rue Velika Vassylkivska (uk) et la rue Fizkoultoury (uk).

### Desserte
Olimpiiska, est desservie par les rames de la ligne Obolonsko-Teremkivska (M2).

Installations et desserte
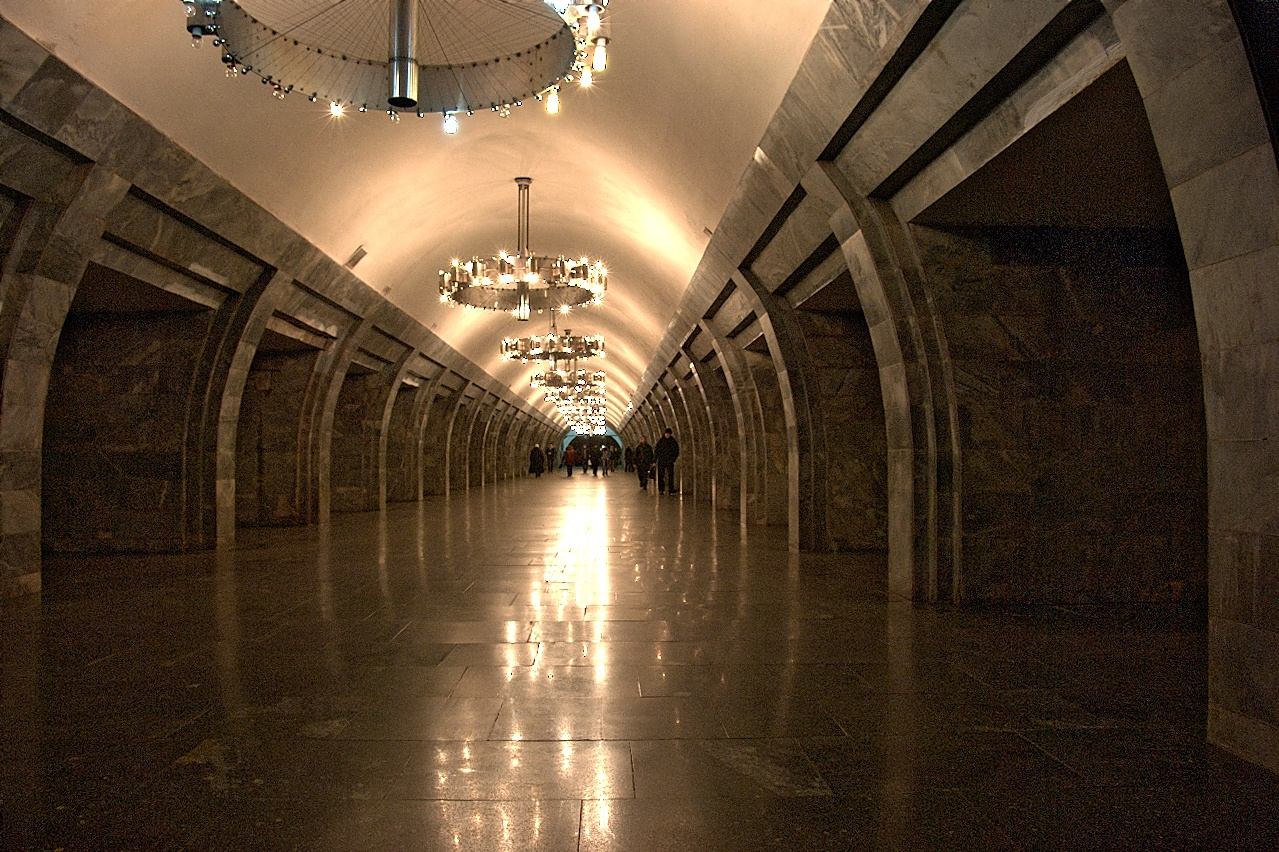
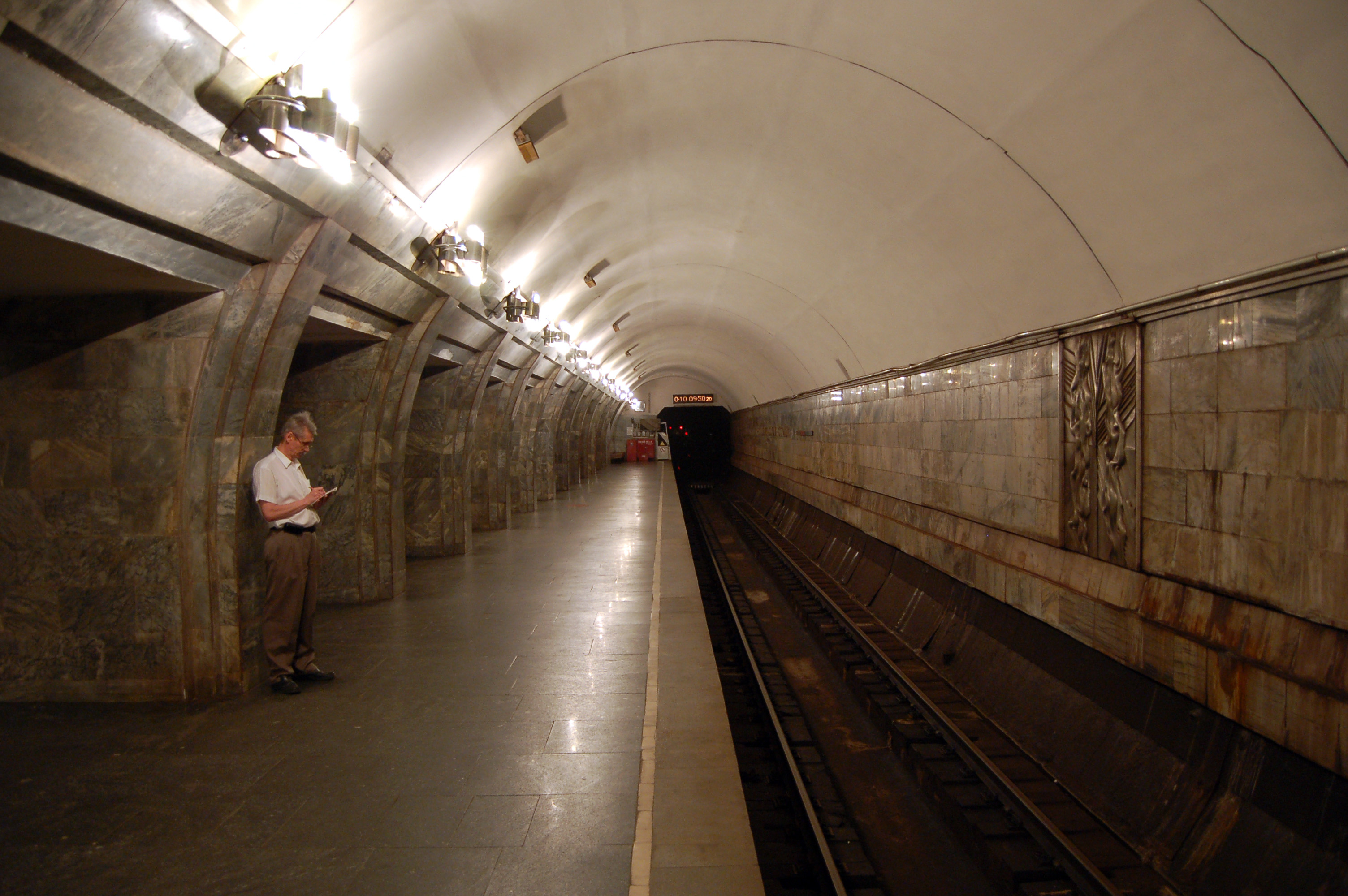
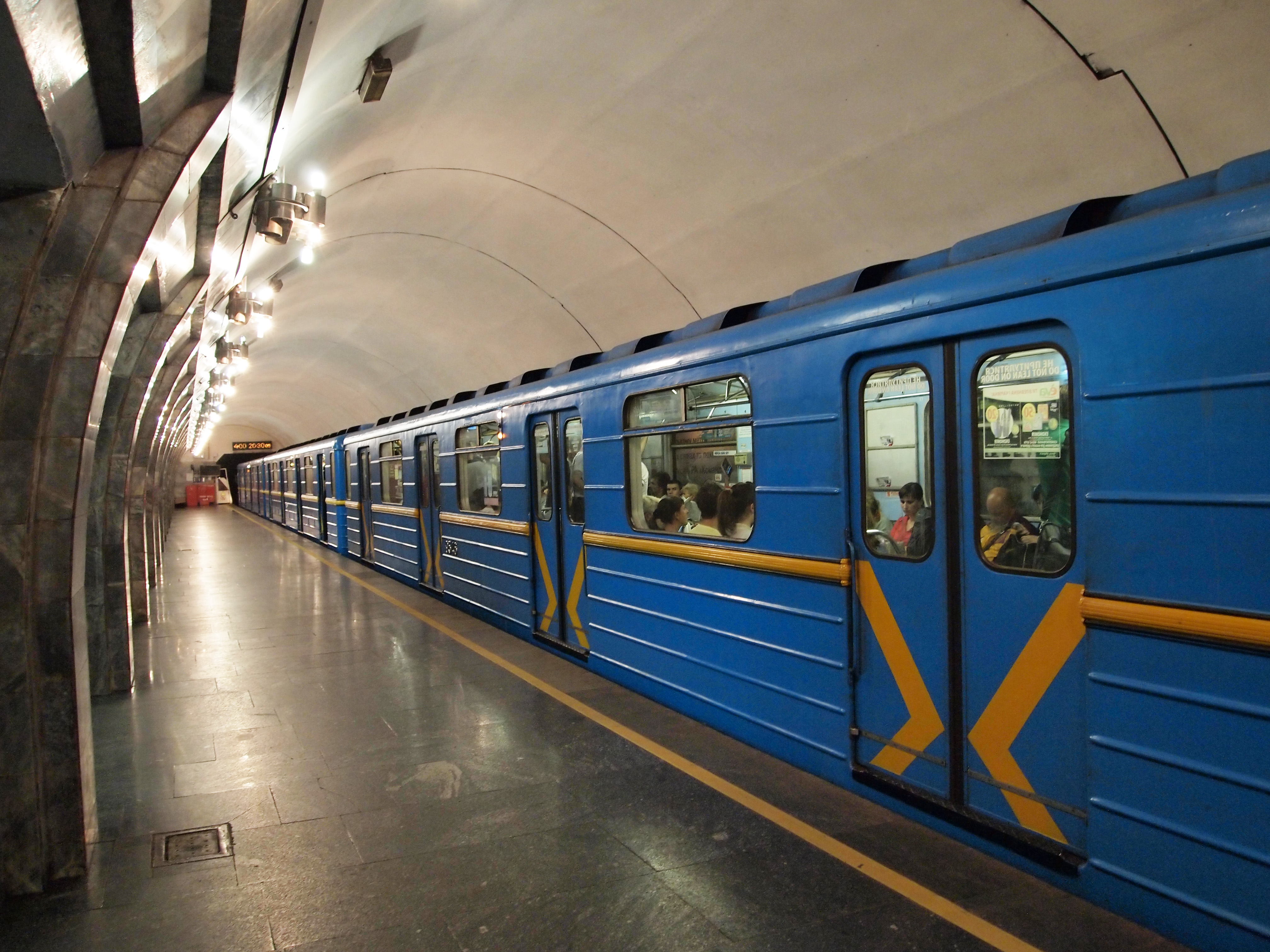

## Art dans la station
Pour rappeler sa proximité avec le stade central de Kiev elle dispose à l'extrémité du hall central d'une composition réalisée en mosaïque aux teintes rouges et bleue représentant la flamme olympique, quelque temps après son installation des anneaux olympique y ont été ajoutés. Cette œuvre est due à E. T. Milovzorov. On y trouve également deux bas-reliefs, dont une représentation du Hockey sur glace.

œuvres
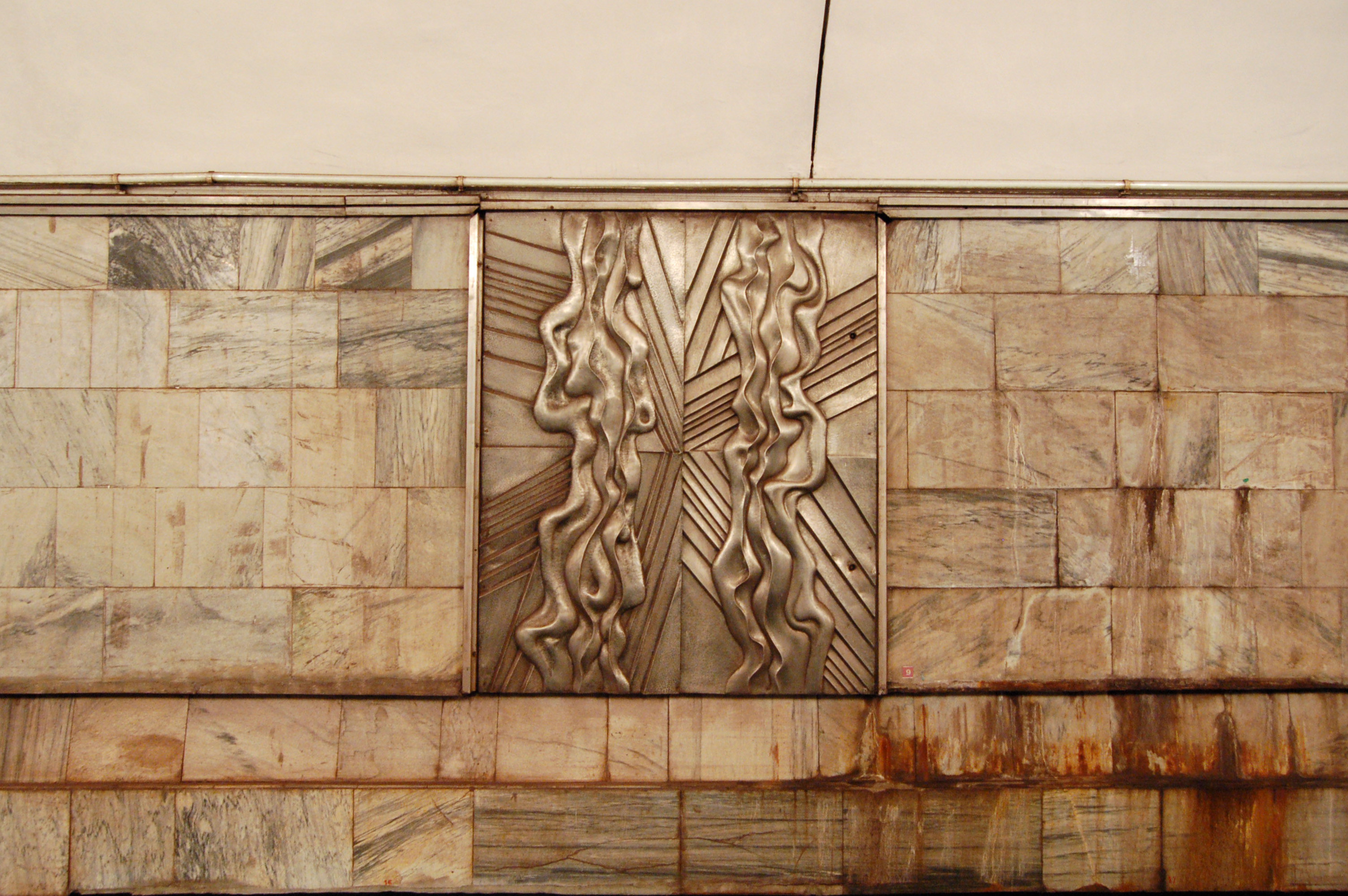
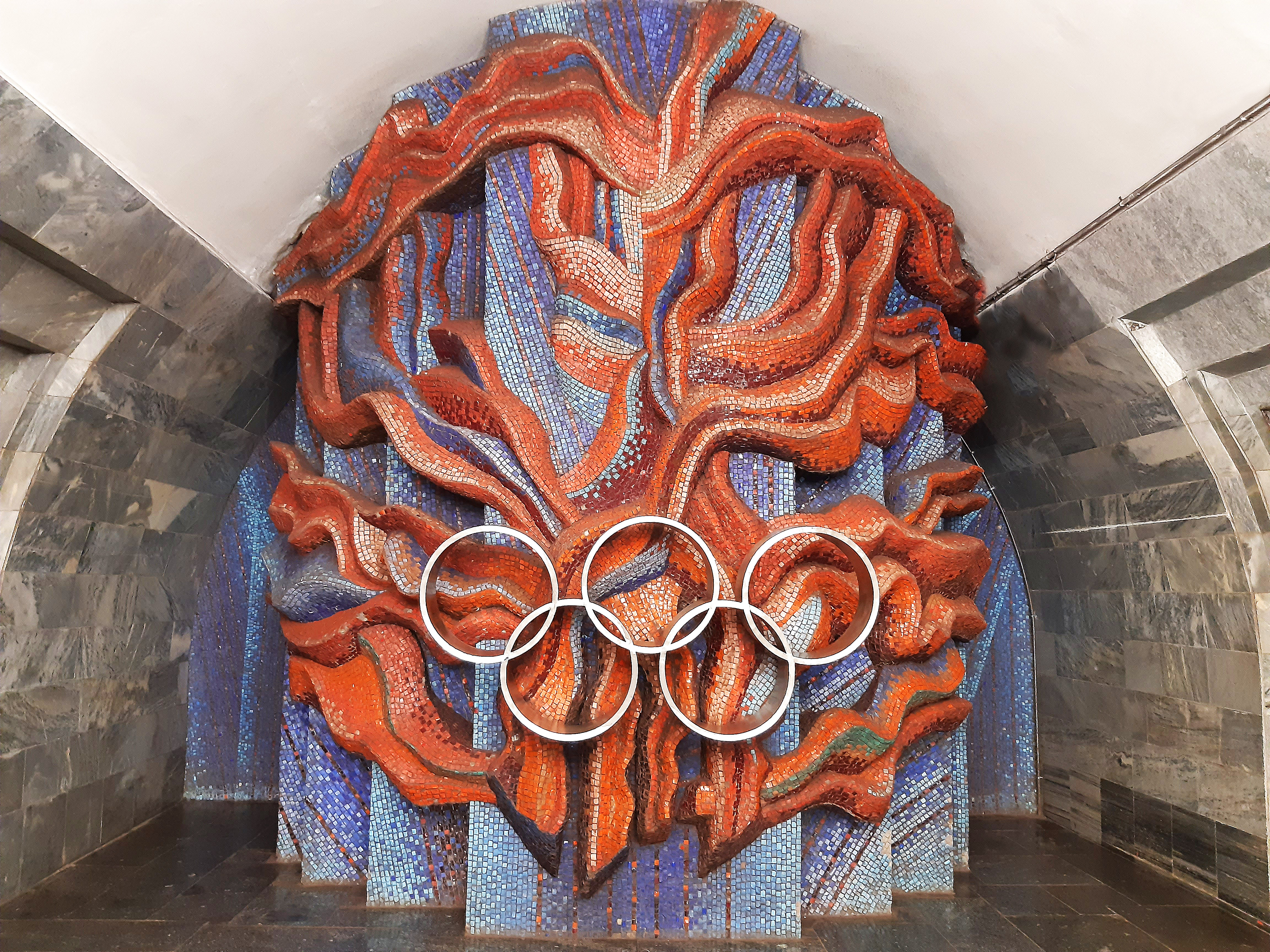
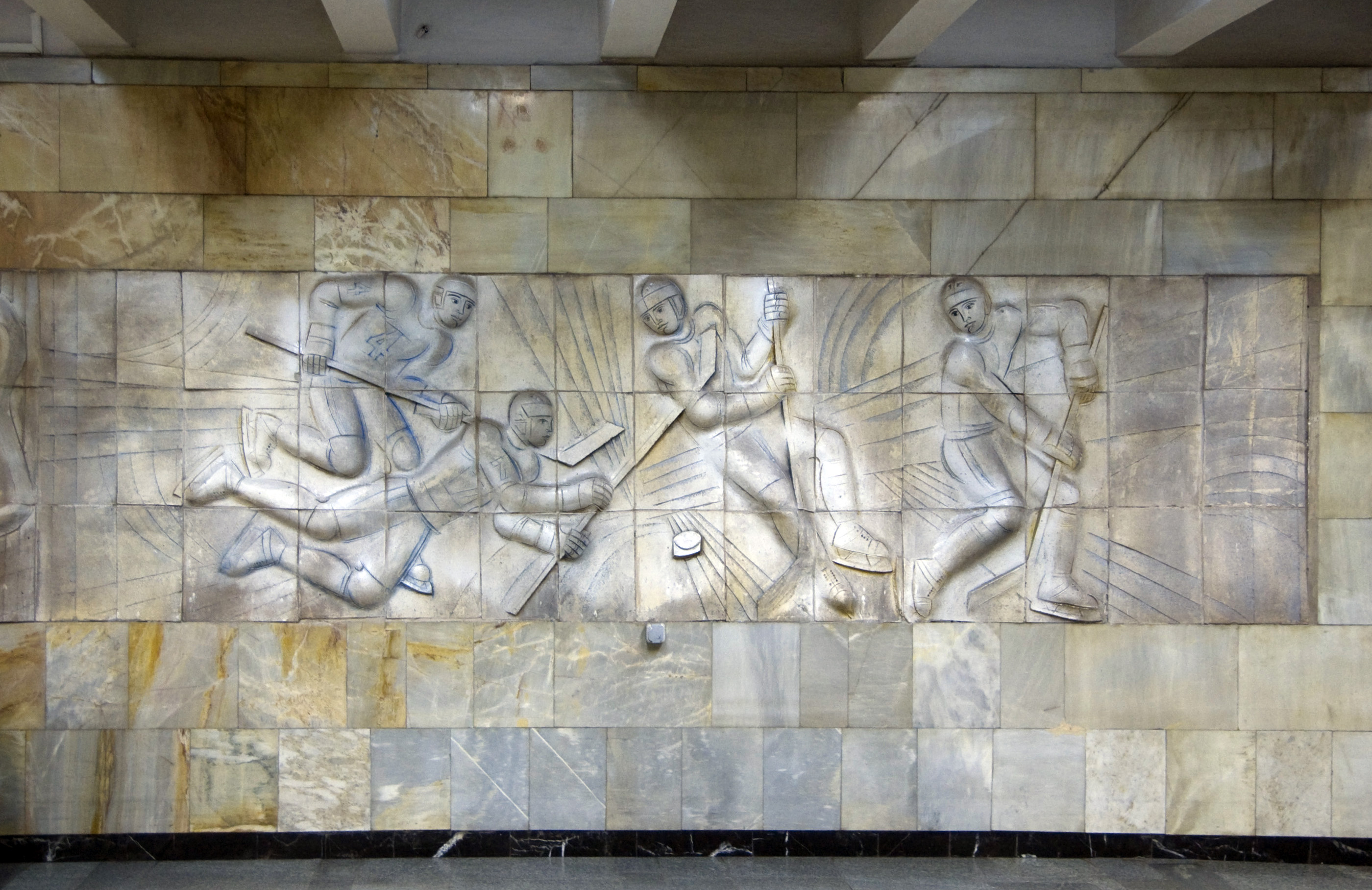

## À proximité
Elle est située à proximité du Stade olympique de Kiev.